# Dasyprocta azarae
Dasyprocta azarae, anomenat així en honor del naturalista espanyol Fèlix d'Azara, és una espècie de rosegador histricomorf de la família dels dasipròctids, autòctona del Paraguai, l'Argentina i el sud del Brasil.